# Hugo Gutiérrez Vega
Hugo Gutiérrez Vega (20 de fevereiro de 1934 – 25 de setembro de 2015) foi um poeta, advogado, escritor, acadêmico, diplomata, ator e tradutor mexicano.

## Biografia
Hugo Gutiérrez Vega nasceu em Guadalajara, Jalisco, México, em 20 de fevereiro de 1934. Doutor em direito pela Universidade Autônoma de Querétaro, na Cidade de Querétaro, também estudou literatura inglesa na universidade de Michigan, italiana na Universidade de Roma, e a sociologia, em Londres.
Gutiérrez Vega foi  diplomata de carreira e serviu como Embaixador do México na Grécia entre 1987 e 1994, que incluiu simultâneas de acreditações, como Embaixador do Chipre, Líbano, Moldávia e Roménia. Seus postos diplomáticos influenciaram sua literatura. Em outubro de 2007 em entrevista ao La Jornada, Gutiérrez disse que escrevera um livro em cada cidade estrangeira em que ele viveu, incluindo Washington D.C., Rio de Janeiro, Londres e San Juan, Puerto Rico. Sua poesia já foi traduzida para o inglês, francês, italiano, grego, português, russo e romeno.  Além disso, Gutiérrez realizadas missões especiais para a UNESCO para Iran e a ex-União Soviética.
Gutiérrez morreu na Cidade do México em 25 de setembro de 2015 aos 81 anos de idade.

## Escritos selecionados e publicações
- Información y sociedad (1974)
- Cuando el placer termine (1977)
- O Bazar de asombros
- Cantos del despotado de Morea
- Oportunidades de hotéis de Las peregrinaciones del deseo. Poesía reunida 1966-1985, (1987)
- El erotismo y la muerte" (1987)
- Georgetown blues y otros poemas (1987)
- Los solas. (1989)
- Nuevas peregrinaciones (1994)
- Los pasos revividos (1997)
- Lecturas, navegaciones y naufrágios (1999)
- Algunos ensayos (2000)
- Esbozos y miradas del bazar de asombros (2006)
- Antología con dudas (2008)